# برف‌باران
برف‌باران (به انگلیسی: sleet) یا باران و برف آمیخته (به انگلیسی آمریکایی: Rain and snow mixed) (به انگلیسی: Sleet) گونه‌ای بارش آمیخته از باران و برف نیمه‌ذوب‌شده است. برخلاف تگرگ‌ریزه که سخت و باران منجمد که تا زمان برخورد به جسم دیگری روی زمین، مایع و سیال هستند، برف‌باران نرم و شفاف است اما رگه‌هایی از بلورهای یخ که ناشی از بلورهای برفی به نام برفابه هستند را در خود دارند. در هر مکان، برف‌باران معمولاً به‌طور خلاصه به عنوان یک مرحله انتقال از باران به برف یا بالعکس رخ می‌دهد، اما پیش از تبدیل کامل به سطح برخورد می‌کند. کد متار برف‌باران RASN یا SNRA است.

## واژه‌شناسی
این نوع بارش در بیشتر کشورهای مشترک‌المنافع معمولاً به عنوان برف‌باران (sleet) شناخته می‌شود. ولی خدمات هواشناسی ملی ایالات متحده آمریکا از اصطلاح sleet برای اشاره به پدیده تگرگ‌ریزه استفاده می‌کند.